# ヴァルモッツォラ
ヴァルモッツォラ（伊: Valmozzola）は、イタリア共和国エミリア＝ロマーニャ州パルマ県にある、人口約500人の基礎自治体（コムーネ）。

## 地理

### 位置・広がり

#### 隣接コムーネ
隣接するコムーネは以下の通り。
- バルディ
- ベルチェート
- ボルゴ・ヴァル・ディ・ターロ
- ソリニャーノ
- ヴァルシ

### 気候分類・地震分類
ヴァルモッツォラにおけるイタリアの気候分類 (it) および度日は、zona F, 3180 GGである。
また、イタリアの地震リスク階級 (it) では、zona 3 (sismicità bassa) に分類される。

## 行政

### 分離集落
ヴァルモッツォラには、以下の分離集落（フラツィオーネ）がある。
- Arsina, Branzone, Bondi, Carzia, Cascina, Casa Matta, Case Gatto, Case Lamini, Casella, Castellaro, Castoglio, Corrieri, Costa, Costadasino, Dongola, Galella, Granara, Groppo San Siro, La Valle, Lennova, Maestri, Mariano, Mercati, Mormorola (sede comunale), Pieve di Gusaliggio, Roncotasco, Rovere, Rovina, San Martino, San Siro, Sorbetta, Sozzi, Stazione Valmozzola, Tessi, Vettola, Case Croci, Oppiedolo, Casale, Vei Sotto, Vei Sopra